# ترینیداد (کالیفرنیا)
ترینیداد (به انگلیسی: Trinidad) شهری در شهرستان هومبولت ایالت کالیفرنیا است که در سرشماری سال ۲۰۱۰ میلادی، ۳۶۷ نفر جمعیت داشته است.